# Charles Oman
Sir Charles William Chadwick Oman (12. januar 1860 – 23. juni 1946) var en britisk historiker kendt for hans banebrydende rekonstruktion af middelalderslag fra de brudstykker overleveret fra datidens krøniker. Hans skrivestil var en forfriskende blanding af historisk videnskab og følelsesmæssig involvering, hvilket gør hans fortællinger både videnskabeligt præcise og letlæselige, specielt hans History of the Peninsular War. Hans historiske konklusioner har nogle gange været sat spørgsmål ved, specielt hans teori om at britiske tropper udelukkende besejrede deres napoleonske fjender på grund af overlegen våbenteknik. Andre moderne historikere mener at britisk infanteridisciplin var en mindst lige så vigtig faktor.
Han blev født i Indien som søn af en britisk plantageejer, og blev uddannet på Oxford University, hvor han studerede under William Stubbs. 1881 fik han et Fellowship på All Souls College hvor han forblev resten af karrieren. Men hans akademiske karriere blev afbrudt af 1. verdenskrig, hvor han tjente i regeringens pressebureau og i udenrigsministerium.
Oman var medlem af Underhuset for de konservative fra 1919 til 1935. Og blev slået til ridder i 1920.

## Værk
- The Art of War in the Middle Ages (1885)
- "The Anglo-Norman and Angevin Administrative System (1100-1265)", in Essays Introductory to the Study of English Constitutional History (1887)
- A History of Greece From the Earliest Times to the Death of Alexander the Great (1888; 7th ed., 1900)
- Warwick the Kingmaker (1891)
- The Story of the Byzantine Empire (1892)
- The Dark Ages 476-918, Period I of Periods of European History (1893; 5th ed. 1905)
- A History of England (1895; 2nd ed. 1919)
- A History of the Art of War in the Middle Ages, Vol. I: A.D. 378-1278 (1898; 2nd ed. 1924)
- A History of the Art of War in the Middle Ages, Vol. II: A.D. 1278-1485 (1898; 2nd ed. 1924)
- "Alfred as a Warrior", in Alfred The Great, Alfred Bowker, ed. (1899)
- England in the Nineteenth Century (1900)
- History of the Peninsular War, Vol. I: 1807-1809 (1902)
- Seven Roman Statesmen of the Later Roman Republic (1902)
- England and the Hundred Years War, 1327-1485 A.D. (1903?), No. III of The Oxford Manuals of English History, Charles Oman, ed.
- History of the Peninsular War, Vol. II: Jan. 1809-Sep. 1809 (1903)
- "The Peninsular War, 1808-14", in The Cambridge Modern History, Vol. IX, Napoleon (1906)
- "The Hundred Days, 1815", in The Cambridge Modern History, Vol. IX, Napoleon (1906)
- "Inaugural lecture on the study of history" (1906?), in Oxford Lectures On University Studies, 1906-1921 (1924)
- The Great Revolt of 1381 (1906)
- From the Accession of Richard II. to the Death of Richard III. (1377-1485), Vol. IV of The Political History of England (1906)
- History of the Peninsular War, Vol. III: Sep. 1809-Dec. 1810 (1908)
- A History of England Before the Norman Conquest (1910; 8th ed. 1937), Vol. I of A History of England in Seven Volumes (1904-), Charles Oman, ed.
- History of the Peninsular War, Vol. IV: Dec. 1810-Dec. 1811 (1911)
- Wellington's Army, 1809-1814 (1912)
- History of the Peninsular War, Vol. V: Oct. 1811-Aug. 1812 (1914)
- The Outbreak of the War of 1914-18: A Narrative Based Mainly on British Official Documents (1919)
- History of the Peninsular War, Vol. VI: Sep. 1812-Aug. 1813 (1922)
- The Unfortunate Colonel Despard & Other Studies (1922)
- British Castles (1926)
- "The Duke of Wellington", in Political Principles of Some Notable Prime Ministers of the Nineteenth Century, Fossey John Cobb Hearnshaw, ed. (1926)
- Studies in the Napoleonic Wars (1929)
- History of the Peninsular War, Vol. VII: Aug. 1813-Apr. 1814 (1930)
- The Coinage of England (1931)
- Things I Have Seen (1933)
- "The Necessity for the Reformation" (1933) (public lecture)
- A History of the Art of War in the Sixteenth Century (1937)
- The Sixteenth Century (1937)
- On the Writing of History (1939)
- Memories of Victorian Oxford and of Some Early Years (1941)
- The Lyons Mail (1945)